# Rhoptromeris nigriventris
Rhoptromeris nigriventris är en stekelart som beskrevs av Göran Nordlander 1978. Rhoptromeris nigriventris ingår i släktet Rhoptromeris, och familjen glattsteklar. Arten är reproducerande i Sverige.